# Gaston Clémendot
Gaston Clémendot, né le 8 novembre 1868 à Flogny-la-Chapelle (Yonne) et mort le 7 novembre 1952 à Saint-Florentin (Yonne) est un militant socialiste et syndicaliste français.

## Biographie
Instituteur passé par l'école normale d'Auxerre, il exerce à partir de 1894 à Mélisey, petite commune rurale, et y reste jusqu'à sa retraite.
Il milite alors au sein du Parti ouvrier socialiste révolutionnaire (PSOR) de Jean Allemane, où, sous le pseudonyme de Fergan, et parfois celui de Dusillon, il accède à des responsabilités départementales à partir de 1897, y compris quand, sous l'influence de Gustave Hervé, la fédération de l'Yonne quitte le PSOR. Il quitte cependant la direction fédérale après l'unification et la création de la SFIO.
Parallèlement, il s'investit dans l'amicalisme, et devient président de l'association amicale des instituteurs de l'Yonne, poste qu'il conserve quand l'amicale se transforme en section départementale du Syndicat national des instituteurs.
Cette activité syndicale est d'ailleurs l'essentiel de son engagement militant après la Première guerre mondiale.
Profondément pacifiste, comme beaucoup d'instituteurs socialistes, il quitte la SFIO en 1933 et anime le Parti socialiste de France (Union Jean-Jaurès). Il soutient ensuite les accords de Munich et se rapproche un temps de Marcel Déat, sans pour autant basculer dans quelque forme de collaboration que ce soit.
Après guerre, il rejoint le Parti socialiste démocratique, dirigé par Paul Faure.

## sSources
- Olivier Loubes, « À contre histoire. Gaston Clémendot, instituteur pacifiste (1904-1952) », Histoire@Politique, no 3,‎ 2007 (lire en ligne).
- (en) Leon Zitzer, Darwins Racism: The Definitive Case, Along with a Close Look at Some of the Forgotten, Genuine Humanitarians of That Time, iUniverse, 2016 (lire en ligne).
- « Inventaire du Fonds Clemendot », sur histoire-sociale.univ-paris1.fr.